# Cyanide & Happiness

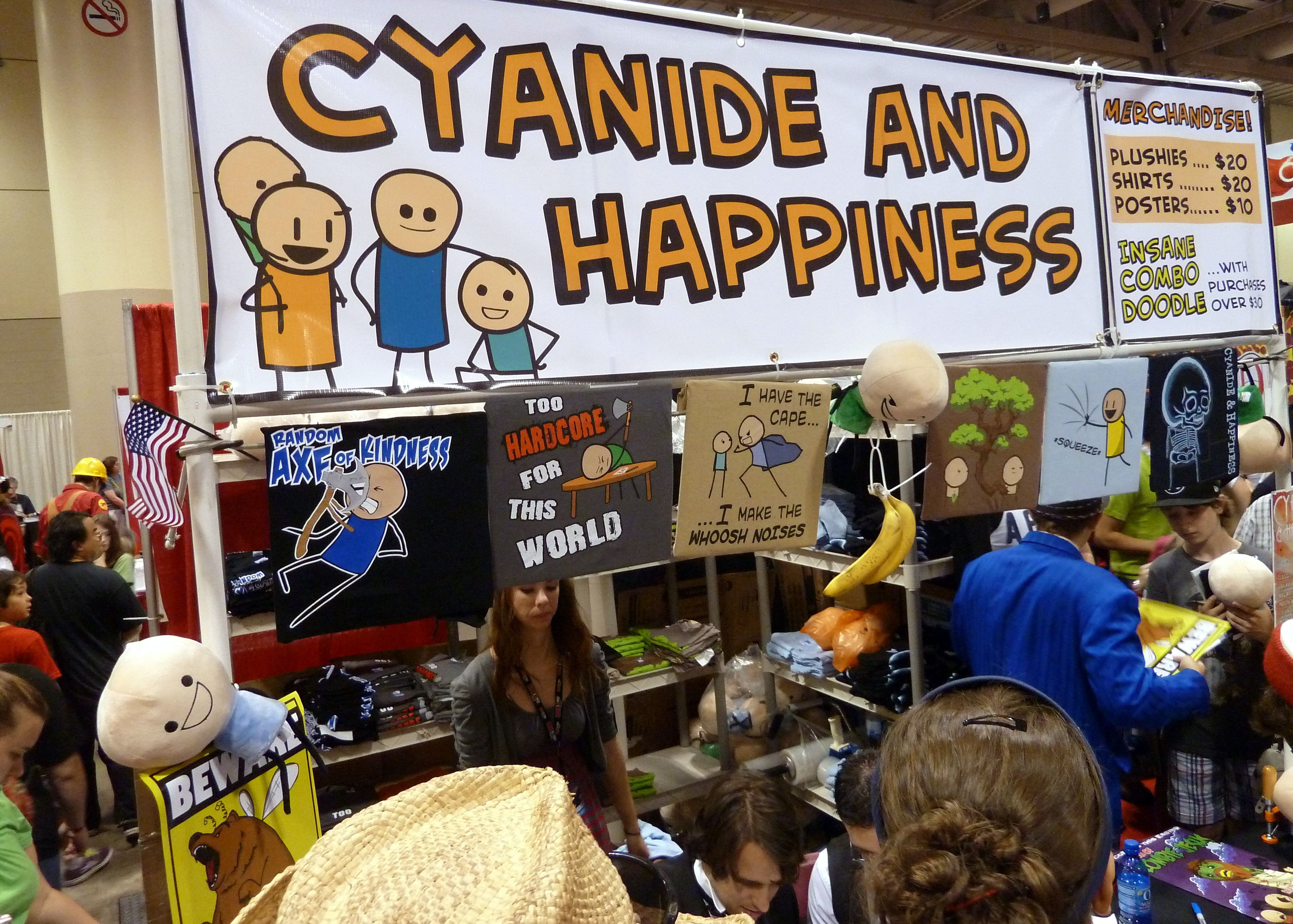
Fan Expo med Cyanide and Happiness.

Cyanide & Happiness (ung. "Cyanid och lycka") är en amerikansk/irländsk humorserie på Internet. Serien publiceras på Explosm.net och skrivs av fyra olika personer. Webbsidan skapades den 9 december 2004 och har sedan den 26 januari 2005 släppt dagliga seriestrippar. Författare är Kris Wilson, Rob DenBleyker, Matt Melvin och Dave McElfatrick. Cyanide & Happiness har även gjorts som animerade kortfilmer.
Sajten där serien publiceras har dagligen över en miljon besökare (20 november 2006), och enligt Alexa.com är det en av de två tusen mest besökta sidorna på webben.

## Explosm
Cyanide & Happiness började som en liten serie tecknad av Kris Wilson vid sexton års ålder. En dag då han satt hemma på grund av sjukdom, underhöll Kris sig med att teckna serier för hand, och skulle senare byta upp sig till att teckna på sin dator. Kris skapade sin egen site vid namn Comicazi, där han visade upp sina serier för andra. Kris delade sina serier med forumet på Sticksuicide.com. Administratörerna på Sticksuicide (Matt, Rob och Dave) gav senare upp StickSuicide och startade istället Explosm.net, en ny site med mindre fokusering på Flash Stick Death (flash streckdöd, fightingfilmer med streckgubbar) animationer, utan mer på teckning i allmänhet. De såg potential i Kris serier, så de använde sin site för att visa upp hans verk. Explosm är för tillfället skött av Matt, Rob, Dave, Kris och forumadministratören Lee Mulvey (känd under sitt forumsmeknamn som "Kwanza"). Hela Explosm-teamet förutom Lee gör nu serier regelbundet. De flesta är baserade på Kris stil, fastän det ibland är avvikande ifrån den formen. Det nuvarande namnet "Cyanide and Happiness" kommer ifrån en seriestripp där en karaktär säljer sockervadd gjort av cyanid och lycka. Den andre karaktären svarar: "Happiness!? Hot damn! I'll take 4!"
Förut brukade Explosm ha speciella gästveckor, där läsare skickade in egna strippar till administratörerna och de bästa publicerades som dagliga serier under veckan.